# Университет таможенного дела и финансов
Университет таможенного дела и финансов (укр. Університет митної справи та фінансів) — государственное высшее учебное заведение в городе Днепр, Украина, готовящее профессиональные кадры для таможенных органов. Один из двух специализированных университетов Украины, занимающихся подготовкой и переподготовкой специалистов в области таможенного дела. 
Имеет IV уровень аккредитации. 
Университет таможенного дела и финансов был образован 3 сентября 2014 в результате объединения Днепропетровской государственной финансовой академии и Академии таможенной службы Украины.
В состав университета входят: 
- финансовый факультет;
- факультет экономики, бизнеса и международных отношений;
- факультет управления;
- технический факультет;
- учебно-исследовательский институт права и международно-правовых отношений.

В университете реализуются дневная и заочная формы обучения.